# František Drtikol
František Drtikol (Příbram, 1883. március 3. – Prága, 1961. január 13.) nemzetközi hírű cseh fotóművész és festőművész. Főleg epikus, gyakran aktokat ábrázoló fotóiról és arcképeiről ismert. Képzőművészeti munkássága keleti bölcseletek, 
főként a buddhizmus hatását mutatja.

## Életpályája
Már 1907 és  1910 között is saját fotóműterme volt. Később 1935-ig a prágai Vodickova utca 9. negyedik emeletén rendezte be nevezetessé vált portréműtermét. (Az épületet azóta lebontották.) Drtikol igazi avantgárd művész volt, megérintette – többek között – a kubizmus és a futurizmus is. Sokat kísérletezett, például papírkivágásokkal, amelyek az emberi test kontúrjaira emlékezettek. Miután műtermét eladta, pályája második szakaszában főleg a festészetre összepontosított.

## Publikációi
- Zdvorků a dvorečků staré Prahy (1911)
- Le nus de Drtikol (1929)
- Žena ve světle (1938)

## Díjak, elismerések
Az 1920-as – 1930-as évek során több nemzetközi fotószalon díját nyerte el.

### Magyarul
- Jan Němec: A fény története. Egy fotográfus életregénye. Regény František Drtikolról, a világhírű cseh fotográfusról; ford. J. Hahn Zsuzsanna; Noran Libro, Bp., 2017 (K-európai történetek)